# 고양이 각막괴사증
고양이 각막괴사증(Feline corneal sequestrum)은 집고양이의 각막에서 죽은 조직의 어두운 영역이 점차 퍼지는 질병을 말한다. 이 질병은 고양이에게 고통스러우며, 장기간에 걸쳐 천천히 진행된다. 병에 걸린 고양이는 일반적으로 눈물을 흘리거나 눈을 가늘게 뜨는 등의 모습을 보인다.

## 경과
영향을 받은 각막은 갈색으로 변색된다. 변색 주변 부위에는 각막 궤양이 있다. 각막괴사증은 고통스러우며, 고양이가 눈을 가늘게 뜨거나 감는 모습을 보아 판단할 수 있다.

## 원인
고양이 각막괴사증의 원인은 알려져 있지 않다. 일반적으로 각막의 만성 궤양에 따라 발생한다. 각막괴사증이 있는 고양이에서 고양이 바이러스성 비기관지염이 종종 발견되기도 한다.

## 예방
원인이 알려져 있지 않아 이를 방지하기 위해 어떤 조치를 취해야 하는지 알기 어렵다. 다만 눈을 깨끗하게 유지하는 것이 좋으며, 눈이 긁히는 등 손상을 입으면 치료를 하는 것이 좋다.

## 치료
발병 초기에는 주로 안약을 투여하지만, 장기간 지속되거나 악화되면 일반적으로 외과적 제거가 필요하다. 제거를 완료되면 고양이는 계속해서 안약을 사용해야 한다. 이 질병은 재발하는 경우가 많다.

## 역학
이 질병은 모든 고양이 품종에게서 발병할 수 있다. 특히, 페르시안, 이그저틱 쇼트헤어, 히말라얀이 다른 품종보다 이 질병에 더 취약하다.